# Корнехо, Фернандо
Ферна́ндо Андре́с Корне́хо Химе́нес (исп. Fernando Andrés Cornejo Jiménez; 28 января 1969, Сантьяго — 28 января 2009, Сантьяго, Чили) — чилийский футболист, полузащитник, известный по выступлениям за чилийские клубы «Кобрелоа», «Универсидад Католика» и сборную Чили. Участник Чемпионата мира 1998 года. В январе 2009 году умер от рака.

## Клубная карьера
Корнехо начал карьеру в клубе «О’Хиггинс». По окончании сезона он покинул команду и перешёл в «Кобрелоа». С новым клубом уже в первом сезоне Фернандо выиграл чилийскую Примеру. В 1993 году он дебютировал в Кубке Либертадорес. После яркого начала Корнехо ещё несколько сезонов выступал за «Кобрелоа» без особых успехов. В 1998 году Фернандо перешёл в «Универсидад Католика», где отыграл сезон. В 2000 году он вернулся в «Кобрелоа» и за четыре года выступлений ещё четыре раза помог команде выиграть чемпионат. В 2004 году Корнехо завершил карьеру.

## Международная карьера
9 апреля 1991 года в товарищеском матче против сборной Мексики Корнехо дебютировал за сборную Чили. Он принял участие в двух розыгрышах Кубка Америки в 1993 и 1997 годов.
В 1998 году Фернандо попал в заявку сборной на участие в Чемпионате мира во Франции. На турнире он принял участие в матчах против команд Камеруна, Италии и Бразилии.

## Достижения
Командные
 «Кобрелоа»
- Чемпионат Чили по футболу — 1992
- Чемпионат Чили по футболу — Ап. 2003
- Чемпионат Чили по футболу — Кл. 2003
- Чемпионат Чили по футболу — Кл. 2004